# 鲁佩尔当日
鲁佩尔当日（法語：Roupeldange，法語發音：[ʁupɛldɑ̃ʒ]；洛林法兰克语：Roupling）是法国摩泽尔省的一个市镇，属于福尔巴克-布莱摩泽尔区。

## 地理
鲁佩尔当日（49°12'26"N, 6°28'7"E）面积2.52 平方千米，位于法国大東部大區摩泽尔省，该省份为法国东北部内陆省份，是洛林的一部分，西南接默尔特-摩泽尔省，东临下莱茵省，北与卢森堡和德国接壤。
与鲁佩尔当日接壤的市镇（或旧市镇、城区）包括：布莱摩泽尔、埃布朗日、戈姆朗日、金基申、安康日、奥通维尔。

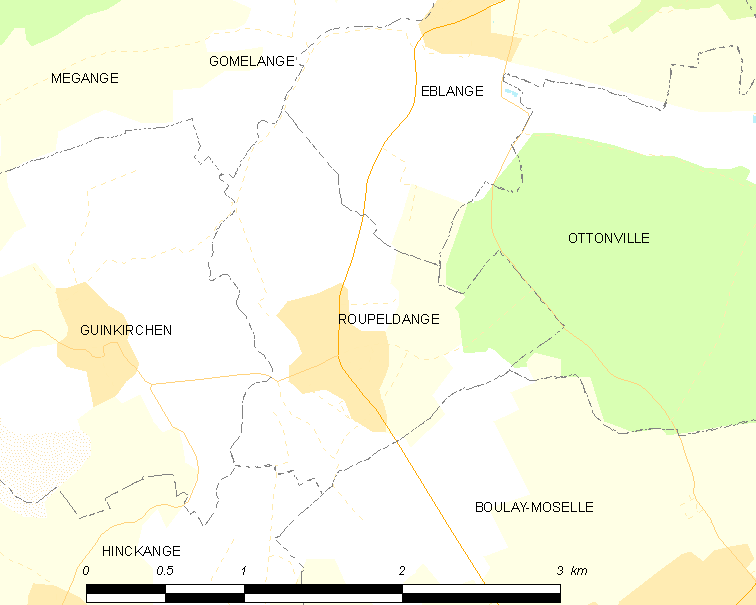
鲁佩尔当日的OSM定位图

鲁佩尔当日的时区为UTC+01:00、UTC+02:00（夏令时）。

## 行政
鲁佩尔当日的邮政编码为57220，INSEE市镇编码为57599。

## 政治
鲁佩尔当日所属的省级选区为布莱摩泽尔县。

## 人口

1962-2008年间鲁佩尔当日人口变化图示

鲁佩尔当日于2022年1月1日时的人口数量为338人。